# 马尔帕尔
马尔帕尔（法語：Malpart，法語發音：[malpaʁ]）是法国上法蘭西大區索姆省的一个市镇，属于蒙迪迪耶区。

## 地理
马尔帕尔（49°41'34"N, 2°29'55"E）面积4.25 平方千米，位于法国上法蘭西大區索姆省，该省份为法国北部沿海省份，北起加来海峡省和北部省，西接滨海塞纳省和大西洋英吉利海峡，南至瓦兹省，东临埃纳省。
与马尔帕尔接壤的市镇（或旧市镇、城区）包括：欧布维莱尔、布扬库尔拉巴塔耶、格里韦讷、马雷斯特蒙捷、三河镇。

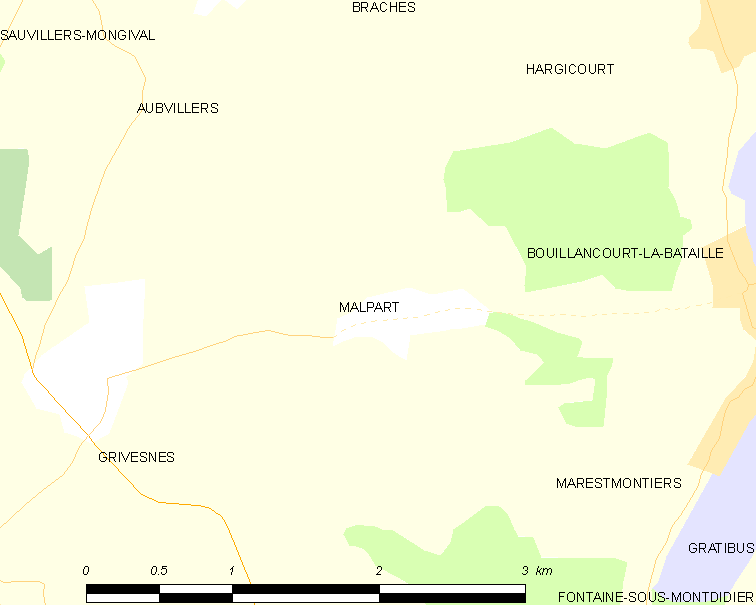
马尔帕尔的OSM定位图

马尔帕尔的时区为UTC+01:00、UTC+02:00（夏令时）。

## 行政
马尔帕尔的邮政编码为80250，INSEE市镇编码为80504。

## 政治
马尔帕尔所属的省级选区为鲁瓦县。

## 人口

1962-2008年间马尔帕尔人口变化图示

马尔帕尔于2022年1月1日时的人口数量为73人。